# Charazani
Charazani (anche Villa Juan José Pérez) è un comune (municipio in spagnolo) della Bolivia nella provincia di Bautista Saavedra (dipartimento di La Paz) con 9.886 abitanti (dato 2010).

## Cantoni
Il comune è suddiviso in 7 cantoni (popolazione 2001):
- Amarete - 3.017 abitanti
- Carijana - 671 abitanti
- Chari - 770 abitanti
- Chullina - 1.682 abitanti
- Charazani (General Juan José Pérez) - 1.097 abitanti
- Ramon Gonzales (A. Chajlaya) - 510 abitanti
- Santa Rosa de Caata - 615 abitanti